# 安德斯峰
71°45′S 9°1′E / 71.750°S 9.017°E
安德斯峰（英語：Anders Peak）是南極洲的山峰，位於東部南極洲的毛德皇后地，屬於奧爾萬山脈的一部分，海拔高度2,135米，由挪威的製圖師根據測量和空中照片繪入地圖。